# Bionda fragola (film 1941)
Bionda fragola (The Strawberry Blonde) è un film del 1941 diretto da Raoul Walsh.

## Trama
Nella New York del 1890, a Brooklyn, l'aspirante dentista Biff Grimes è innamorato, come l'amico e compagno d'infanzia Hugo Bernstead, di una ragazza bella, appariscente e focosa, Virginia Brush. Riesce a uscire una volta con lei, a strapparle un bacio e un valzer, ma al momento del secondo appuntamento apprende che Virginia ha appena sposato il più intraprendente e promettente Hugo. Biff ripiega su un'altra ragazza, la graziosa e timida infermiera Amy Lind, che è chiaramente innamorata di lui, e alla fine la sposa.
Passa del tempo, Hugo ha fatto carriera nel mondo degli affari in modo non troppo pulito e Virginia, grazie a lui, vive nei quartieri alti di New York e nel lusso, mentre Biff e Amy navigano nelle difficoltà finanziarie in attesa che lui consegua il diploma di dentista. Virginia, un poco pentita della propria scelta, convince il marito a dare al vecchio amico Biff un posto di dirigente nella sua azienda, ma il posto varrà a Biff cinque anni di galera (a causa del crollo di un'impalcatura, di cui lui non è in realtà responsabile) e a Hugo (il vero responsabile dell'incidente) l'impunità.
Quando esce dal carcere, dove ha finalmente ottenuto il diploma di dentista, Biff inizia a esercitare non senza difficoltà la professione e un giorno gli capita di avere come paziente proprio l'ex amico Hugo. Per vendicarsi di lui si limita a togliergli un dente senza anestesia, ma quando vede come si sono ridotti, dentro e fuori, Hugo e anche Virginia, capisce di aver fatto sia pure involontariamente la scelta giusta sposando Amy.

## Il film
Il film è il remake di un film del 1933 di Stephen Roberts, Convegno d'amore (One Sunday Afternoon) con Gary Cooper e Fay Wray, ma all'origine di entrambi c'è un lavoro teatrale di successo «un po' zuccheroso» di James Hagan. Il film del 1933 fu un flop, probabilmente perché Gary Cooper era inadatto alla parte, allora la Warner optò per il remake con un attore all'apice della carriera, James Cagney, il quale impose come regista Raoul Walsh, anche lui negli anni migliori (nello stesso anno dirigerà Una pallottola per Roy). Al suo fianco Olivia de Havilland, reduce da Via col vento, dove interpretava un ruolo non molto diverso di donna "normale", fedele e un po' noiosa messa a confronto con una donna molto più appariscente e brillante ma alla lunga molto meno affidabile. Là la rivale brillante e "mangiauomini" era Vivien Leigh, qui è una ragazza di 23 anni che aveva già preso parte a una trentina di film ma senza sfondare: Rita Hayworth, scelta da Walsh all'ultimo momento per rimpiazzare Ann Sheridan che era originariamente destinata al ruolo.
La Hayworth fu lanciata proprio da questo film anche se non ne è la protagonista assoluta e nei titoli di testa è confinata in un secondo cartello dopo quello principale riservato a Cagney e alla De Havilland. Ma, durante la lavorazione, Cagney chiese e ottenne che fossero incrementate le scene con la Hayworth e diminuite quelle con la De Havilland. Il titolo, The Strawberry Blonde, si riferisce non tanto alla Hayworth quanto alla canzone-leitmotiv, un trascinante valzer del 1895 (The Band Played On, o Casey Would Waltz with a Strawberry Blonde, di John F. Palmer e Charles B. Ward) che accompagna tutto il film e viene addirittura riproposto in forma di karaoke dopo i titoli di coda (la colonna sonora del film otterrà una candidatura all'Oscar 1942). Di valore anche la sceneggiatura, opera di Julius e Philip G. Epstein, che l'anno successivo otterranno l'Oscar per Casablanca, e la nitida fotografia in bianco e nero di James Wong Howe.
Diversamente dall'originale del 1933, Bionda fragola (distribuito nelle sale statunitensi dalla Warner Bros. il 22 febbraio 1941 dopo un'anteprima a Hollywood il 12 febbraio e a New York il 21 febbraio), ebbe un buon successo di pubblico e anche di critica. Dennis Morgan sottolineava, su Hollywood Reporter, che «pochi film sono riusciti a rappresentare così bene l'atmosfera dei felici anni '90 [dell'Ottocento]» Tipici di Walsh il tema dei due uomini innamorati della stessa donna, quello dell'uomo innamorato della donna sbagliata, e anche la descrizione di una New York "belle époque" a cavallo tra due secoli. «L'intelligenza narrativa di Walsh si dispiega qui nell'equilibrata distribuzione di momenti di romance delicata e di robusto umorismo, con un'accortezza di sfumature che è a sua volta riflesso di un raro amore per il proprio soggetto».
Lo stesso Walsh realizzerà sette anni dopo un remake musicale a colori del film, il molto meno riuscito Una domenica pomeriggio (One Sunday Afternoon, 1948).

## Riconoscimenti
Premi Oscar 1942: Candidatura alla migliore colonna sonora.